# Jimmy Michie
Jimmy Michie (* 4. August 1971) ist ein englischer Snookerspieler aus West Yorkshire. Von 1991 bis 2011 war er 20 Jahre lang auf der Profitour aktiv.

## Karriere

### Anfänge und Aufstieg
Mit 17 Jahren nahm Jimmy Michie erstmals an einem Qualifikationsturnier der WPBSA teil, um Zugang zu den Profiturnieren zu erlangen. Er scheiterte im Achtelfinale an Euan Henderson. Auch ein zweiter Anlauf im Jahr darauf blieb erfolglos. Aber ab 1991 wurden die Turniere für jedermann freigegeben und er nahm an den Vorrundenturnieren mit teilweise mehreren Hundert Spielern teil. Sein erster größerer Erfolg in der Saison 1991/92 war das Erreichen der Runde der Letzten 32 bei der Benson & Hedges Satellite Championship. Zwar war es ein Turnier ohne die Topspieler und ohne Weltranglistenpunkte, er besiegte aber immerhin Spieler wie Anthony Davies und Cliff Thorburn, damals die Nummer 36 der Welt. Bei Ranglistenturnieren erreichte er bei den Asian Open und dem Strachan Open zweimal die Runde der Letzten 96. Und bei den Welsh Open kam er erstmals in das Hauptturnier der Letzten 64. Bei der Weltmeisterschaft schaffte er es zumindest in die Best-of-19-Runden. Sonst kam er aber nicht über die 3. Runde hinaus und so begann er seine Profikarriere auf Platz 132 der Rangliste. In seinem zweiten Jahr erreichte er bei den Welsh Open und den British Open die Letzten 64 und ein weiteres Mal die Letzten 96. Den Durchbruch schaffte er aber im dritten Jahr 1993/94. Nach der Runde der Letzten 64 beim European Open erreichte er beim Thailand Open in Bangkok die Runde der Letzten 32, nachdem er zuvor die Nummer 24 Mark Bennett besiegt hatte. Bei 3 Turnieren, darunter die Weltmeisterschaft, kam er unter die Letzten 96 und verbesserte sich am Saisonende auf Platz 76 der Rangliste.
1994/95 stellte er früh in der Saison eine neue persönliche Bestleistung auf. Beim Grand Prix besiegte er in der ersten Hauptrunde den 11. der Weltrangliste Nigel Bond, erreichte anschließend das Achtelfinale und besiegte dort mit dem Weltranglisten-10. Peter Ebdon einen weiteren Topspieler. Sein erstes Viertelfinale verlor er nur knapp mit 4:5 gegen Joe Swail. Danach folgten aber mehrere Erstrundenniederlagen und erst gegen Saisonende kam er noch zweimal in die dritte Runde, aber nicht mehr in ein Hauptturnier. Deshalb verpasste er auch einen größeren Sprung nach vorne. Auch im Jahr darauf tat er sich anfänglich schwer und kam erst bei der UK Championship 1995 wieder unter die Letzten 64. Ein weiteres Mal gelang ihm das beim British Open. Erst im letzten und wichtigsten Turnier, der Weltmeisterschaft, konnte er die Saison retten. Zum dritten Mal stand er unter den Letzten 64, er besiegte Dave Finbow und anschließend die Nummer 17 der Welt Andy Hicks mit 10:6. Damit schaffte er es zum ersten und allerdings auch einzigen Mal, die WM-Endrunde im Crucible Theatre zu erreichen. Vor der berühmten Spielstätte ließ er sich zu seinem ersten Match mit einer Stretch-Limousine vorfahren. Er spielte gegen den Weltranglistenfünften James Wattana bis zum 5:5 auf Augenhöhe, dann gewann der Thailänder die Oberhand, Michie konnte noch von 6:9 auf 8:9 verkürzen, bevor der 18. Frame die Niederlage brachte. Erstmals stand er danach unter den Top 64 der Welt, was deshalb wichtig war, weil in der darauf folgenden Saison die Zahl der Spieler, die bei den großen Turnieren antreten durften, begrenzt werden sollte und nur die Top 64 automatisch startberechtigt waren. In die Saison 1996/97 startete er jedoch wieder mit vielen Auftaktniederlagen. Erst in der zweiten Saisonhälfte bei den Thailand Open und dem British Open kam er jeweils unter die Letzten 32 – unter anderem mit einem 5:4-Sieg über Joe Swail. Bei der WM besiegte er Paul Davis knapp mit 10:9 und verpasste dann ebenso knapp mit 9:10 gegen Mick Price den Crucible-Einzug. Mit Platz 55 erreichte er eine neue Bestplatzierung in der Weltrangliste.
Das siebte Profijahr bedeutete aber einen großen Rückschlag. Er verlor in sämtlichen Turnieren in der ersten Runde und fiel wieder weit zurück. In der Saison 1998/99 gelangen ihm aber schon zum Auftakt beim Grand Prix wieder zwei Siege und bereits beim Irish Open stand er wieder unter den Letzten 32 und besiegte dort den Weltranglistendritten Ronnie O’Sullivan mit 5:4. Beim British Open 1999 gelang ihm, nachdem er sich gegen den Weltranglisten-10. Tony Drago durchgesetzt hatte, im Achtelfinale der zweite Sieg über O’Sullivan. Mit einem 5:4 über die Nummer 6 der Welt John Parrott erreichte er schließlich sein erstes Halbfinale. Den Finaleinzug verpasste er aber deutlich mit 1:6 gegen Anthony Hamilton. Auch die Erstrundenniederlage bei der WM änderte anschließend nichts daran, dass es wieder deutlich aufwärts ging. Bis Ende 1999 bestätigte er seine gute Form und er erreichte bei allen Ranglistenturnieren mindestens die Letzten 64. Bei der UK Championship und Anfang 2000 bei den Welsh Open kam er unter die Letzten 32 und dabei gelang ihm auch ein Revanchesieg gegen Anthony Hamilton, der mit Platz 10 der Weltrangliste den Höhepunkt seiner Karriere erreicht hatte. Obwohl Mitchie danach viermal in Runde 1 ausschied, erreichte auch er nach der Saison mit Platz 41 seine beste Platzierung.

### Lange Jahre in den Top 64
In der Saison 2000/01 hatte er zwar weiter gute Ergebnisse, aber nur bei der UK Championship kam er in die Runde der Letzten 32. Bei der Weltmeisterschaft spielte er ein weiteres Mal um den Crucible-Einzug, verlor aber gegen Nigel Bond klar mit 6:10. Im Jahr darauf traf ihn ein Schicksal, das schon einigen bekannten Profis zu einem Karriereknick geführt hatte: Er verlor sein Queue, sein Auto wurde ihm mit seinem vertrauten Spielgerät darin gestohlen. Mit einem Ersatzqueue gewann er in der Saison insgesamt nur 3 Matches, da er aber aufgrund des Turniermodus auch erst in den höheren Runden in die Turniere einstieg, konnte er sich trotzdem weiter in den Top 64 halten. In die Saison 2002/03 startete er dann mit einem großen Erfolg beim LG Cup. Er kam ins Hauptturnier, besiegte dort den Weltranglisten-11. Mark King und nach Siegen über die beiden Nordiren Patrick Wallace und Gerard Greene stand er zum zweiten Mal in seiner Karriere in einem Halbfinale. Mit einer klaren Niederlage mit 2:6 gegen Chris Small verspielte er aber wieder seine Finalchance. Bei den British Open besiegte er mit Joe Swail einen weiteren Top-16-Spieler und zog ins Achtelfinale ein. Dann verlor er aber ein weiteres Mal bei den letzten vier Turnieren das Auftaktspiel. Im Jahr darauf war die Runde der Letzten 32 beim European Open, in der er sein einziges Spiel gegen Stephen Hendry mit 1:5 verlor, sein größter Erfolg. Dasselbe Ergebnis war bei der UK Championship 2004 der Saisonhöhepunkt. Bei den China Open 2005 scheiterte er eine Runde zuvor gegen den Wildcardspieler Habib Subah. 2005/06 erreichte er wieder bei den China Open als einzigem Turnier ein besseres Ergebnis als die Runde der Letzten 64. Fünf Jahre in Folge schloss er in dieser Zeit die Saison zwischen Platz 55 und 61 ab und schaffte damit immer relativ knapp die Weiterqualifikation für die Main Tour. 
In der Saison 2006/07 erreichte der Engländer zwar auch keine herausragenden Ergebnisse, er kam aber mehrfach in die zweite und zweimal in die dritte Turnierrunde. Da die Zahl der Turniere in dieser Krisenzeit des Snookersports immer weiter sank, waren diese Ergebnisse umso wertvoller und er stieg noch einmal unter die Top 48, wo er sich auch in der Folgesaison halten konnte. Beim Grand Prix 2008 schaffte er es noch einmal unter die Letzten 32 und drei weitere Male erreichte er die Runde der Letzten 48. Im Jahr darauf schied er aber bei 4 von nur noch 6 Ranglistenturnieren in Runde 1 aus. Mit Siegen bei der UK Championship und der WM, wo er zum dritten Mal das entscheidende Spiel um den Endrundeneinzug verlor, rettete er aber immerhin seinen Top-64-Platz. Die Saison 2010/11 brachte dann den großen Umschwung im Snooker mit neuen Turnieren und der Players Tour Championship. Bei dieser Serie von Kleinturnieren war er recht erfolgreich, mehrfach erreichte er die 2. oder 3. Runde und bei der Ruhr Championship im westfälischen Hamm kam er bis ins Achtelfinale. Doch für die Weltrangliste brachten diese Turniere wenig. Auch der Einzug unter die Letzten 32 bei den World Open zahlte sich kaum aus. Bei den großen Ranglistenturnieren verlor er seine Auftaktmatches. Im Januar 2011 nahm seine Karriere dann ein unrühmliches Ende. Beim Snooker Shoot-Out 2011 in Blackpool verlor er in der ersten Runde gegen den Schotten Marcus Campbell, davor waren verdächtig viele Wetten auf seine Niederlage abgeschlossen worden. 1998 waren schon einmal Anschuldigungen von Spielmanipulationen bei seinem Match gegen Mark Gray bei den British Open aufgekommen, die aber keine Konsequenzen hatten. Die Untersuchung des Snookerweltverbands wartete er aber diesmal nicht ab, er beendete seine Karriere vorzeitig und trat bei den letzten drei Turnieren nicht mehr an. Damit endete im Alter von 40 Jahren nach 20 Jahren ununterbrochener Zugehörigkeit seine Zeit als Snookerprofi.
Auch wenn erneut keine Bestätigung für eine Wettmanipulation durch ihn gefunden wurde, musste Jimmy Michie einige Zeit später ins Gefängnis. 2016 wurde er zu 3 Jahren und 4 Monaten Haft verurteilt, weil er noch in den letzten Jahren als Profi am Import gefälschter Potenzmedikamente aus Asien beteiligt gewesen war.

## Erfolge
Ranglistenturniere:
- Halbfinale: British Open (1999), LG Cup (2002)
- Viertelfinale: Grand Prix (1994)
- Achtelfinale: Irish Open (1998), British Open (2002)
- Runde der Letzten 32: 11×, darunter 1× bei der Weltmeisterschaft (1996)

Andere Profiturniere:
- Achtelfinale: Ruhr Championship (PTC-Turnier, 2010)